# Чехословацкое радио
Чехословацкое радио (чеш. Československý rozhlas, ČSRo) — чехословацкая радиоорганизация.

## Структура
Управлялось Чехословацким комитетом по радиовещанию и телевидению (Československý výbor pro rozhlas a televizi) (до 1954 года — Чехословацким радиовещательным комитетом (Československý rozhlasový výbor)). Имела отраслевые подразделения — «главные редакции» и территориальные подразделения — «студии», которые также делились на тематические главные редакции. Вещание в окружных и общинных окнах в округах и общинах в которых имелся значительный процент венгерского, польского и украинского населения — на венгерском, польском и украинских языках.

## Радиовещательная деятельность учреждения
Учреждение вело:
- в 1948-1992 гг. вещание по чехословацкой 1-й радиопрограмме (радиопрограмме «Чехословенско» («Československo» - «Чехословакия»)), до 1970-1989 года называвшейся «Гвезда» («Hvězda» - «Звезда»), звучавшей в Чехословакии на длинных, а позднее и на ультракоротких волнах;
- в 1952-1992 гг. вещание по чешской 2-й радиопрограмме (радиопрограмме «Прага» («Praha»)), звучавшей в Чехии на средних, а позднее и на ультракоротких волнах;
- в 1953-1957 гг. вещание по чехословацкой телепрограмме;
- в 1971-1992 гг. вещание по чешской 3-й радиопрограмме (радиопрограмме «Влтава» (««Vltava»»)), звучавшей в Чехии на ультракоротких волнах;
- в 1952-1992 гг. вещание по словацкой 2-й радиопрограмме (радиопрограмме «Братислава»), звучавшей в Словакии на ультракоротких волнах;
- в 1971-1992 гг. вещание по словацкой 3-й радиопрограмме (радиопрограмме «Девин»), звучавшей в Словакии на ультракоротких волнах;
- в 1948-1992 гг. вело радиопередачи под позывным «Радио Прага» (Radio Praha) на заграницу на чешском, словацком, английском, немецком, французском, греческом, португальском и арабских языках.

## В кинематографе
В фильме 2024 года — «Волны», снятый Иржи Мадлом, Чехословацкое радио является одним из главных мест действия.